# Nobuyoshi Tamura
Nobuyoshi Tamura (Osaka, 2 de març de 1933 – 9 de juliol de 2010) va ser un professor d'Aikido japonès.
Fill d'un professor de Kendo, el 1953 va entrar a l'Aikikai Hombu Dojo (Tòquio) com a Ushi Deshi (estudiant intern), on va ser un dels alumnes preferits d'O Sensei Morihei Ueshiba junt a altres pioners com Tadashi Abe, Hikitsuchi Michio i Morihiro Saito.